# (14446) Kinkowan
(14446) Kinkowan (1992 UP6) – planetoida z pasa głównego asteroid okrążająca Słońce w ciągu 5,13 lat w średniej odległości 2,97 j.a. Odkryta 31 października 1992 roku.